# زیمان (دهانه)
زیمان یک دهانه برخوردی در ماه‌ است.

## دهانه‌های اقماری
این دهانه ۵ دهانه اقماری دارد.
| Zeeman | عرض جغرافیایی | طول جغرافیایی | قطر          |
| ------ | ------------- | ------------- | ------------ |
| Y      | ۷۲.۸° S       | ۱۳۷.۶° W      | ۳۳.۰ کیلومتر |
| U      | ۷۳.۸° S       | ۱۴۸.۲° W      | ۲۶.۰ کیلومتر |
| E      | ۷۴.۲° S       | ۱۲۳.۹° W      | ۲۹.۰ کیلومتر |
| G      | ۷۴.۳° S       | ۱۰۷.۴° W      | ۴۵.۰ کیلومتر |
| X      | ۷۱.۵° S       | ۱۳۸.۱° W      | ۲۶.۰ کیلومتر |